# Alexandru Mesian
Alexandru Mesian, născut Alexandru Mesaroș, (n. 22 ianuarie 1937, Baia Mare, România – d. 11 martie 2023, Lugoj, Timiș, România) a fost un episcop român, din 1995 pânâ în 2023 episcop al Episcopiei române unite de Lugoj.

## Biografie

### Până în anul 1990
Alexandru Mesian s-a născut la data de 22 ianuarie 1937, în comuna Ferneziu, aflată pe atunci în județul Satu Mare (interbelic), fiind al cincilea copil din cei opt copii ai părinților săi care erau o familie de muncitori. Cursurile școlii elementare le-a urmat în localitatea natală Ferneziu, mai apoi devenind absolvent al Liceului Teoretic „Gheorghe Șincai” din Baia Mare.
A fost admis în Dieceza romano-catolică de Timișoara pentru a urma studii teologice la Institutul Teologic Romano-Catolic de la Iași, unde a fost înscris ca student teolog în anul 1957; dar, din dispoziția Departamentului Cultelor de la București, a fost exmatriculat în același an pe motivul că provine dintr-o familie greco-catolică din Transilvania. 
După terminarea serviciului militar, din anul 1960 a lucrat în calitate de tehnician, ulterior tehnician principal, la Întreprinderea Mecanică de Mașini și Utilaj Minier Baia Mare (I.M.M.U.M), în cadrul compartimentul CTC, laboratorul de încercări mecanice, până în anul 1990, an în care se transferă la Episcopia Română Unită cu Roma, Greco-Catolică din Baia Mare, Episcopie reînființată în acel an; aici funcționează ca vicar general.
În perioada 1960-1965 a urmat studiile teologice în clandestinitate; după amnestia generală din 1964, când unii episcopi și preoți profesori de teologie au ieșit din închisoare, a fost verificat asupra cunoștințelor teologice de profesori de specialitate. La 8 mai 1965 a fost hirotonit preot greco-catolic de către episcopul Dr. Ioan Dragomir al Maramureșului. Până în anul 1972, nici măcar părinții nu au știut că au în casă un fiu preot, deși celebra Sfânta Liturghie zilnic, în camera sa.
Între anii 1965-1990, în aceleași condiții de clandestinitate și supraveghere, s-a ocupat de catehizarea și asistența spirituală a celor care doreau acest lucru și care nu au vrut să rupă legăturile lor cu Biserica Catolică, în pofida persecuției și a interdicțiilor la care erau supuși; acestea le făcea atât în Baia Mare cât și în alte localități din teritoriul Diecezei de Maramureș. O altă preocupare pastorală în aceeași perioadă a fost formarea tinerilor preoți.
În această perioadă a făcut pastorație atât în zona sa natală cât și în satele din Maramureșul istoric și din Țara Oașului.

### După 1990
La 21 ianuarie 1990 la Baia Mare s-a celebrat prima Sfântă Liturghie greco-catolică publică, în libertate. Locul acestei celebrări a fost în fața Casei de Cultură Municipale deoarece Biserica Ortodoxă Română refuzase retrocedarea Catedralei Greco-Catolice din Baia Mare, sub presiunea FSN. 
În anul 1990 a fost numit vicar general al Eparhiei Maramureșului.

## Episcop greco-catolic de Lugoj
La 20 iulie 1994, prin decretul nr. 103 al Congregației pentru Bisericile Răsăritene, a fost numit episcop coadjutor al episcopului Ioan Ploscaru, Episcopul Eparhiei Lugojului. Consacrarea a avut loc la Blaj, la 8 septembrie 1994, prin punerea mâinilor IPS Lucian Mureșan, Mitropolitul Bisericii Române Unite cu Roma, asistat de către IPS George Guțiu, Arhiepiscop "ad-personam" de Cluj-Gherla și PS Ioan Ploscaru, Episcop de Lugoj.
În luna octombrie 1994 papa Ioan Paul al II-lea l-a numit membru al Consiliului Pontifical pentru Promovarea Unității Creștine, iar în anul 1995 a fost numit membru al Comisiei Mixte de Dialog Teologic între Biserica Catolică și Biserica Ortodoxă.
La 20 noiembrie 1995 a fost numit episcop diecezan al Lugojului, iar la 5 mai 1996 a avut loc întronizarea sa ca Episcop diecezan la Lugoj. În perioada 9-19 iulie 2000, P.S. Alexandru Mesian a participat la Baltimore (S.U.A.), la lucrările celei de-a VIII-a Întâlniri de Dialog Teologic Internațional între Biserica Catolică și Biserica Ortodoxă; la această întâlnire a fost prezent și P.S. Episcop Timotei al Aradului, care a reprezentat Biserica Ortodoxă Română.
Sunt de remarcat bunele și stabilele raporturi dintre Episcopia Lugojului și instituțiile administrative și culturale locale și din teritoriul Diecezei Lugojului.
Episcopul Alexandru Mesian a participat la 11 septembrie 1994 la consacrarea lui Ioan Șișeștean ca episcop greco-catolic al Maramureșului.
Episcopul Alexandru Mesian a scris lucrarea Anul Maicii Domnului de la Scăiuș 2014, (Baia Mare: Editura Surorilor Lauretane, 2015)

## Distincții
A fost decorat în februarie 2004 cu Ordinul Meritul Cultural în grad de Comandor, Categoria G - „Cultele”, „în semn de apreciere deosebită pentru activitatea susținută în domeniul cultelor, pentru spiritul ecumenic și civic dovedit și pentru contribuția avută la întărirea legăturilor interconfesionale, de bună și pașnică conviețuire între toți oamenii”.
În data de 15 august 2005 i-a fost conferit titlul de cetățean de onoare la sediul Primăriei Municipiului Lugoj, pentru contribuția adusă la climatul de toleranță interconfesională din Lugoj.

## Succesiunea apostolică
Între paranteze, sunt notați anii consacrărilor episcopale.
- Episcop Alexandru Mesian (1994)
- Arhiepiscop Lucian Mureșan (1990)
- Arhiepiscop Alexandru Cardinal Todea †(1950)
- Episcop Joseph Schubert † (1948)
- Arhiepiscop Gerald Patrick Aloysius O'Hara † (1929), Pro-nunțiu Apostolic la București
- Dennis Joseph Cardinal Dougherty † (1903)
- Francesco Cardinal Satolli † (1888)
- Raffaele Cardinal Monaco La Valletta † (1874)
- Bl. Giovanni Maria Mastai-Ferretti † (1827) (Papa Pius al IX-lea))
- Francesco Xaverio Maria Felice Castiglioni † (1800) (Papa Pius al VIII-lea))
- Giuseppe Maria Cardinal Doria Pamphilj † (1773)
- Buenaventura Cardinal Córdoba Espinosa de la Cerda † (1761)
- Arhiepiscop Manuel Quintano Bonifaz † (1749)
- Enrique Cardinal Enríquez † (1743)
- Prospero Lorenzo Lambertini † (1724) (Papa Benedict al XIV-lea)
- Pietro Francesco (Vincenzo Maria) Orsini de Gravina, O.P. † (1675) (Papa Benedict al XIII-lea)
- Paluzzo Cardinal Paluzzi Altieri Degli Albertoni † (1666)
- Ulderico Cardinal Carpegna † (1630)
- Luigi Cardinal Caetani † (1622)
- Ludovico Cardinal Ludovisi † (1621)
- Arhiepiscop Galeazzo Sanvitale † (1604)
- Girolamo Cardinal Bernerio, O.P. † (1586)
- Giulio Antonio Cardinal Santorio † (1566 sau în 1541)
- Scipione Cardinal Rebiba †